# Vacsárcsi
Vacsárcsi (románul Văcărești) falu Romániában Hargita megyében.

## Fekvése
Csíkszeredától 16 km-re északra fekszik, Csíkszentmihály község része, melytől 2 km-re délnyugatra van.

## Története
A település első hiteles említése az 1560-as évekből származik, azonban a korábbi történetére több, elsősorban régészeti adat utal. Ezek egyike a helyi hagyományban csíkszentmihályi Sándor-családnak tulajdonított udvarház, melynek maradványai a falunak a Csíkszentmihály felé eső részén levő magaslaton láthatók. Az udvarház feltehetően 16-17. században állt, és az 1694-es tatárjáráskor pusztulhatott el. Falai még 1909-ben is több méter magasan álltak. Az udvarház területén 2012-ben régészeti ásatásokat folytattak, melyek során a falu Árpád-kori előzményeit bizonyító emlékek kerültek elő.
Az udvarház leginkább arról híres, hogy 1533-ban állítólag itt állították össze a Csíki székely krónikát. A krónika eredeti példánya a tatárok 1694-es betörése során pusztult el. 
Vacsárcsi a középkor folyamán nem rendelkezett önálló plébániával, hanem a Csíkrákos filiája volt. Az első ismert kápolnája 1711-ben épült, amit 1984-ben kibővítettek.
A határában levő kőbányában hatszögletű andezitoszlopok láthatók.
1910-ben 776 lakosa volt. A trianoni békeszerződésig Csík vármegye Szépvízi járásához tartozott.